# Personal Software Process
Il Personal Software Process o PSP (in italiano: Processo software personale) è un processo di sviluppo software strutturato volto ad aiutare gli ingegneri del software a capire e migliorare le loro prestazioni, usando una procedura guidata e disciplinata.
PSP è stato creato da Watts Humphrey per applicare i principi del Modello di Maturità delle Capacità (Capability Maturity Model o CMM) del Software Engineering Institute (SEI) alle capacità di sviluppo software di un singolo sviluppatore.
Dichiara di dare agli ingegneri del software le abilità necessarie per lavorare in un Team Software Process (TSP).
"Personal Software Process" e "PSP" sono marchi di servizio registrati della Carnegie Mellon University.

## Struttura
PSP è strutturato su vari livelli.
Il livello base è PSP 0 si prosegue con PSP 1, PSP 2 e il finale TSP (T sta per team).
Ogni livello ha una descrizione dettagliata , liste di controllo e schede per guidare l'ingegnere al livello successivo migliorando il suo personale processo di sviluppo software.